# Катажина Скшинская

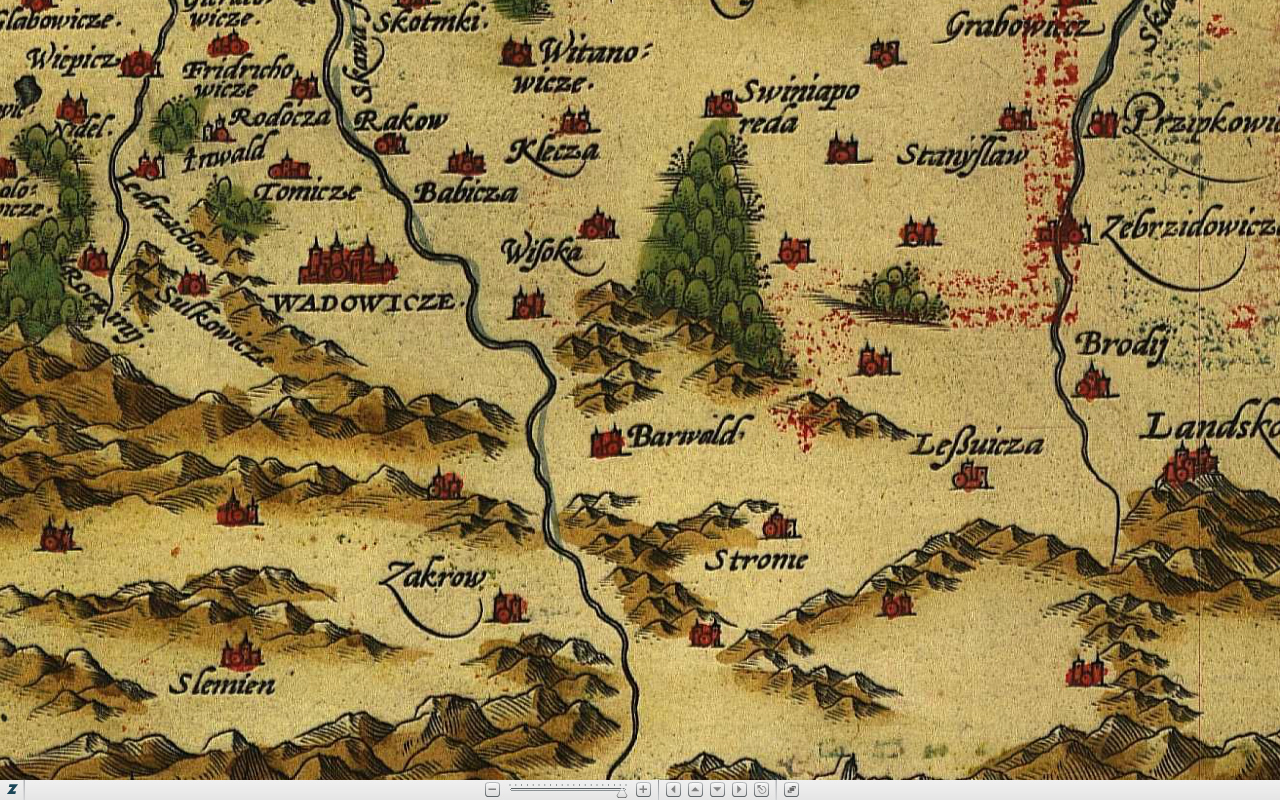
Барвальд и его окрестности (карта Абрахама Ортелияa, 1590 г.).

Катажина Скшинская (пол.  Katarzyna Skrzyńska) — польский средневековый раубриттер XV в.

## Биография
Катажина Слупская происходила из герба Дружина. Она вышла замуж за члена богатой дворянской семьи из Скшинно в Мазовии Влодека Скшинского герба Лебедь. Семья Скшинских имела владения в окрестностях Радома, а также замков Битча и Летава на территории Венгрии. В 1445 г. Владек Скжинский и Катажина получили от своего родственника и знаменитого рыцаря Мщуя из Скшинно в залог замок в Барвалде вместе с деревнями Закшув, Хочня, Барвальд-Дольны, Ярошовице, Лесница, Станислав, Строне, Зебжидовице и лесом в селе Оходза. Эти поместья принадлежали королевской семье, и Мщуй передал их своим родственникам в обмен на 3 тыс. червонных злотых. Три года спустя Влодек передал большую часть этого имущества своей жене за ту же цену.
Барвальд находился на границе Польского королевства, в XV в. в этой местности была довольно широко распространена деятельность раубриттеров. Грабежи стали одним из основных источников дохода и для Скшинских, которые используя расположение своих владений вместе с подчиненными рыцарями нападали на проезжавших через Барвальд и долину реки Сола купцов, организовывали нападения на более удаленные от деревни, а также грабили церкви. Катажина Скшиньская сначала занималась грабежом вместе со своим мужем, а после его смерти ок. 1455 г. в одиночку командовала бандой разбойников. В 1451 г. король Казимир Ягеллончик послал против Скшинских камергера Кракова и сына Петра Шафранца Младшего, также занимавшегося разбоем, который безуспешно осаждал замок в Барвалде.
Одно из наиболее задокументированных ограблений Екатерины произошло в 1457 г.. Заключенной в замке в Освенциме группе из восьми разбойников низшего сословия удалось освободиться из темницы и захватить часть этого замка. Освенцимский староста Ян Сыновец начал переговоры с грабителями и согласился отпустить их, если они оставят замок нетронутым. Он обещал вернуть им лошадей и оружие и добавить 200 червонных злотых. Грабители вскоре покинули Освенцим со своими вещами и деньгами. Узнав об этом, Катажина Скшиньская вместе со своей группой напала на них, убила и ограбила
Несмотря на свою преступную деятельность, Катажина Скшиньская позже оставалась в хороших отношениях с королевским двором. В 1456 г. Казимир освободил её и её замок от военных обязанностей для короля. Фигура Катажины Скшинской обросла множеством легенд, однако не сохранилось никаких документов, касающихся более позднего периода её жизни, момента и обстоятельств смерти. Известно, что у неё было два сына — Ян и Влодек.

## Легенда
Глоговские анналы 1493 г. внесли значительный вклад в создание легендарного образа Катажины, описывая её как бесстрашную и опасную женщину необычайной физической силы, с большим искусством владеющую мечом и арбалетом и очень хорошо ездящую на лошади. Согласно документу, её муж должен был оставаться в замке и охранять его, пока Катажина совершала разбойничьи нападения. Ей шайка разбойников нападала не только на купцов и путешественников, но и на окрестные деревни и города, в том числе на Кенты и Затор. Скшинская прекращала налёты только перед рождением своих детей, после чего возвращалась к промыслу. Также утверждалось, что в замке в Барвальде она занималась подделкой королевских монет.
Об обстоятельствах пленения Скшиньской сообщает Юзеф Лепковский, цитирующий хронику монастыря бернардинцев в Кальварии Зебжидовской. Согласно записанному им рассказу, разгневанный король Казимир Ягеллончик приказал бургграфу замка Ланцкорон схватить преступницу, но прежде чем чиновник успел составить какие-либо планы, о приказе узнала сама Екатерина. Она решила пригласить бургграфа в Барвальд, напоить его вином и обманом убить. Бурграф принял приглашение, но приказал своим слугам тайно окружить замок. Начался пир, во время которого, однако, ни лесть из уст хозяйки, ни постоянно подливаемая выпивка не смогли опьянить чиновника. Бог хотел, чтобы это преступление было последним, совершённым в стенах Барвальда: кинжал соскользнул со спрятанного под верхней одеждой доспеха Катажины. По сигналу бургграфа его вооружённые слуги напали на замок, и вскоре Катажина и её банда были пленены.
Упоминаются множество мест, где якобы была казнена Скшинская, а также множество хитроумных способов проведения этой казни:
1. Катаржина была сожжена на костре на краковском рынке (версия Лепковского) или на рыночной площади в Живеце[10],
2. четвертование лошадьми на рыночной площади в Освенциме[11],
3. выбрасывание из замка Волек в бочке, утыканной гвоздями[12]. Согласно этой истории, после смерти женщины замок рухнул под землю вместе с сокровищами, которые она там спрятала.